# Josie Mpama
Josie Mpama   (Potchefstroom, 1903 - 1979), Josephine Palmer al néixer, va ser una activista obrera i anti-apartheid sud-africana. Militant enèrgica contra la segregació racial i pels drets laborals i de les dones, és considerada la primera dona negra que va tenir un paper important al Partit Comunista de Sud-àfrica.

## Biografia
Josie Mpama va néixer 21 de març de 1903 a Potchefstroom, conegut llavors com Transvaal, a la Província del Nord-oest de Sud-àfrica.
Els seus pares eren Georgina Garson i Stephen Bonny Mpama, un intèrpret del govern. Es va descriure a si mateixa de color. El seu pare era zulu, tot i que la seva família havia abandonat la seva comunitat i s'havia convertit al cristianisme, i la seva mare Mfengu, afrikaner i moSotho.
Va ser coneguda durant uns anys de la seva vida com a Josie Palmer, amb la versió anglicitzada del cognom zulú del seu pare. Va començar a utilitzar el nom de Mpama més tard, en traslladar-se a un municipi negre, però va utilitzar els dos noms al llarg de la seva vida, depenent d'on visqués.
Mpama va ser criada a Sophiatown, als afores de Johannesburg, abans de tornar a Potchefstroom el 1921. Els seus pares es van divorciar quan tenia set anys i, finalment, va haver de proveir-se d’ella mateixa i de la seva mare treballant com a criada de famílies blanques.

## Activisme
A finals de la dècada de 1920, Josie Mpama es va convertir en una de les primeres dones negres que es va unir al Partit Comunista de Sud-àfrica, antecessora del Partit Comunista Sud-africà. Poc després d’entrar-hi, es va convertir en la secretària de sucursal del Partit Comunista per a Potchefstroom.
El 1928, va dirigir una campanya contra el fet que als residents negres de la zona de Potchefstroom se'ls demanés permisos d'allotjament encara que es quedés a casa seva, inclosos els seus propis fills adults. Va continuar fent campanya contra altres restriccions de viatge i residència durant l'Apartheid. Mpama també va participar en els disturbis de la cervesa de 1929.
Durant els primers anys d'activisme, es dedicava a fer la bugada a famílies blanques.
Ella i el seu marit van ser obligats a deixar Potchefstroom el 1931 i es van traslladar a Johannesburg. Es va incorporar al Buró Polític del Partit Comunista el 1937 i després al Comitè Central. També es va convertir en membre del comitè de Johannesburg als anys quaranta i va liderar de la secció femenina del partit.
Mpama va escriure per a Umsebenzi, l'òrgan de premsa oficial del Partit Comunista, als anys vint i trenta, destacant les lluites dels i les treballadores negres. Era sindicalista i lluitava per augmentar els salaris dels professors.
El 1935 va viatjar a Moscou per assistir al Setè Congrés Mundial de la Internacional Comunista i estudiar a la Universitat Comunista dels Treballadors de l’Est.
El treball de Mpama també incloïa la lluita pels drets de les dones. El 1947, va ajudar a fundar la Unió Transval de Dones, convertint-se en la primera secretària de l'organització. Després, va ajudar a fundar la Federació de Dones de Sud-àfrica el 1954, dirigint finalment la seva branca de Transvaal.

## Edat adulta i vellesa
Mpama es va enfrontar a la repressió de les autoritats, inclosa la banning order a mitjans dels anys cinquanta i una detenció el 1960. Finalment es va veure obligada a retirar-se de l'activitat política a causa de banning order i dels problemes de salut.
Va passar els darrers anys organitzant grups de dones a la seva església.
Josie Mpama va morir el 3 de desembre de 1979, després d'haver estat atropellada per un cotxe mentre esperava cobrar la seva pensió.

## Vida personal
Mpama es va casar amb Thabo Edwin Mofutsanyana, líder del Congrés Nacional Africà i del Partit Comunista de Sud-àfrica, als anys vint. Com que Mofutsanyana era negre mentre que Mpama era de color, legalment la seva associació infringia les lleis de l'apartheid. La parella es va separar a finals dels anys trenta.
Va tenir la seva primera filla, Carol, amb un home de color a Doornfontein l'any 1920. Va tenir la seva segona filla, Francis, amb un altre home el 1926.
Amb Mofutsanyana, va tenir una altra filla, Hilda, el 1928. Posteriorment va tenir un fill, Dennis, possiblement per una aventura amb Moses Kotane.
Mpama era anglicana practicant i creia que no hi havia cap contradicció entre la seva fe cristiana i el seu compromís amb el comunisme.

## Reconeixement
El 2004, va rebre pòstumament l'Orde de Luthuli de Plata pel seu activisme contra l’apartheid i a favor dels drets dels i les treballadores.
És representada amb una escultura al Monument al Patrimoni Nacional a la reserva natural de Groenkloof.